# Winston Dennis
Pour les articles homonymes, voir Dennis.
Winston Dennis est un acteur britannique connu pour avoir tourné plusieurs films sous la direction de Terry Gilliam.

## Filmographie

### Au cinéma
- 1981 : Bandits, bandits (Time Bandits) de Terry Gilliam : le guerrier à la tête de taureau
- 1985 : Brazil de Terry Gilliam : un guerrier samouraï
- 1988 : Les Aventures du baron de Münchhausen (The Adventures of Baron Munchausen) de Terry Gilliam : Bill / Albrecht
- 1990 : Nuns on the Run de Jonathan Lynn : Morley
- 1991 : Les Commitments  (The Commitments) d'Alan Parker : l'homme dans la limousine

### À la télévision
- 1981 : Wolcott : le chauffeur de Reuben (mini-série télévisée)
- 1988 : The Comic Strip Presents... : Bouncer (série télévisée, 1 épisode)